# Кенель, Василий Александрович

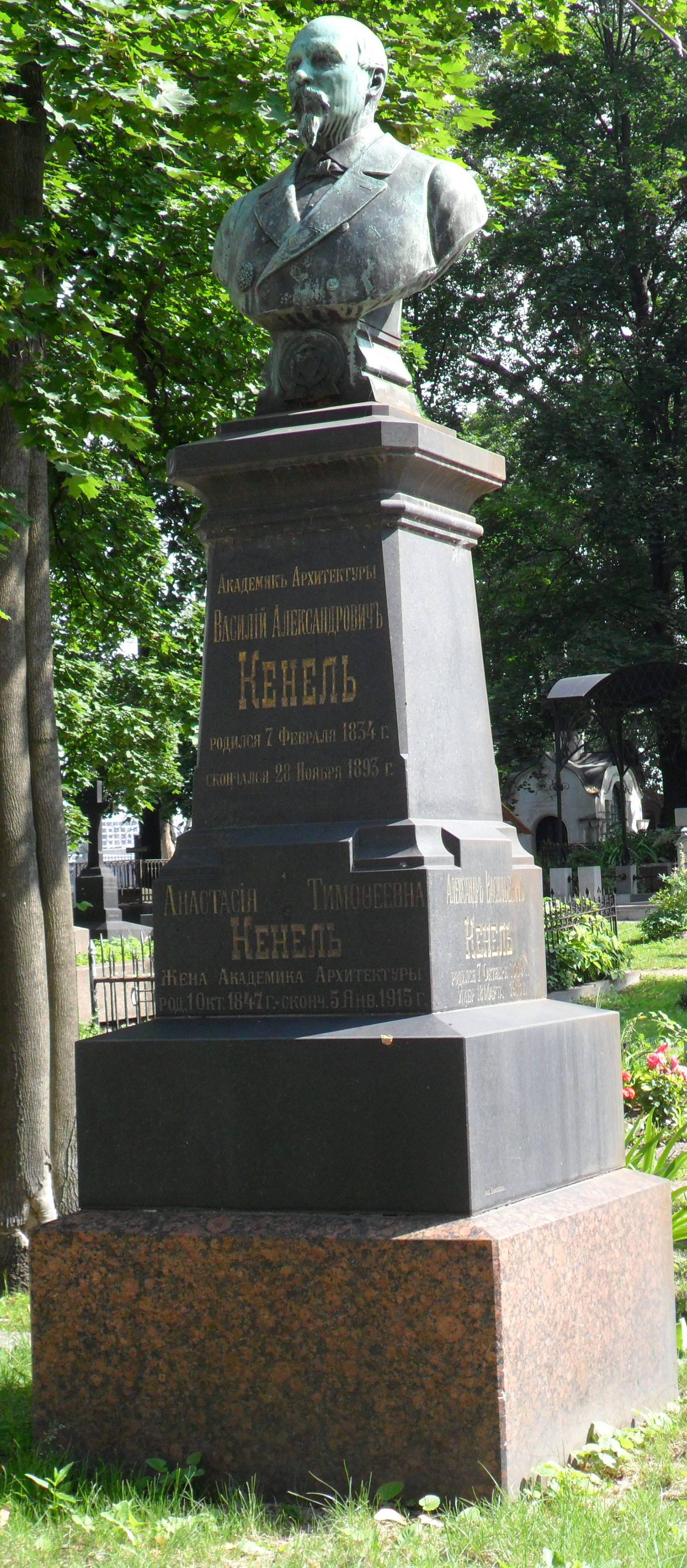
Могила В. А. Кенеля на Никольском кладбище Александро-Невской лавры в Санкт-Петербурге

Василий Александрович Кенель (1834—1893) — российский архитектор, академик архитектуры Императорской Академии художеств, член Петербургского общества архитекторов (1871). 

## Биография
Родился 7 (19) февраля 1834 года.
Учился в Академии художеств у К. А. Тона. За время обучения в Академии получил медали: малую серебряную (1854); большую серебряную (1856) за «проект биржи»; малую золотую (1858) за «проект римско-католического собора, при нём училище и сиротский дом на 50 человек»; большую золотую (1860) за проект «Биржа». В 1860 году Кенелю было присвоено звание классного художника 1-й степени и он был отправлен на 4 года за границу пансионером Академии Художеств. В 1865 году, находясь в Риме, он берёт уроки техники акварели у Корроди. В 1867 году В. А. Кенель возвратился из-за границы, а через год за «снятые им с натуры рисунки реставрации открытого в 1851 году в Помпеях дома «Casa dei grandi Principi Russi» по решению Совета Академии Художеств был удостоен звания Академика архитектуры.
В 1873 году определён архитектором петербургского губернского правления. В период с 1875 по 1891 год Кенель был архитектором Академии художеств, для которой в разное время выстроил несколько больших зданий с мастерскими. С 1880 года — почётный вольный общник Академии художеств.
В 1876 году занял должность городского архитектора при петербургской городской управе.
В 1877 году по проекту Кенеля был построен цирк Чинизелли — первый в Петербурге стационарный цирк.
В 1888 году удостоен ордена Св. Анны 2-й степени.
В последние годы своей жизни был личным архитектором великого князя Владимира Александровича, для которого возвёл много построек (переделка запасного дворца в Санкт-Петербурге).
Умер 28 ноября (10 декабря) 1893 года. Похоронен на Никольском кладбище в Петербурге.

## Семья
- Жена — Анастасия Тимофеевна Кенель (1847—1915).
  - Сын — Александр (1868—1918), внук — композитор Александр Александрович Кенель. Другой сын — Сергей.
  - Дочь — Ольга (в первом браке Очнева, во втором Харитон; 1889[3]—1931, Рига), была замужем за издателем и редактором Борисом Осиповичем Харитоном. Другие дочери — Лидия и Евгения (в замужестве Кривошеина, ?—1935, Париж).

## Постройки в Петербурге
- Здание цирка Чинизелли (1876—1877) наб. Фонтанки, д. 3;
- Дом Г. И. Гансена (1873—1874); Невский пр., д. 26;
- Сквер на Манежной площади, (1878)
- Дом А. А. Куракиной (Э. П. Шаффе) (1880—1885), перестройка и приспособление под гимназию. Большой пр. В.О., д. 17
- Дома и мастерские Академии художеств (1885—1887) 4-я линия В.О., д. 1—3
- Богадельня и детский приют Мещанского общества (1875—1879) — расширение, устройство домовой церкви (совместно с архитектором П. Ю. Сюзором). Московский пр., д. 95; Детский пер., д. 1
- Дом М. Б. Баструевой (1873) ул. Рубинштейна, д. 36
- Дом Е. С. Мясоедова (Н.В.Оболенской-Нелединской-Мелецкой) (1875), перестройка левого корпуса. ул.Чайковского, д. 20
- Дворец Юсуповых (1880—1881) — устройство домовой церкви. Наб. Мойки д. 96.

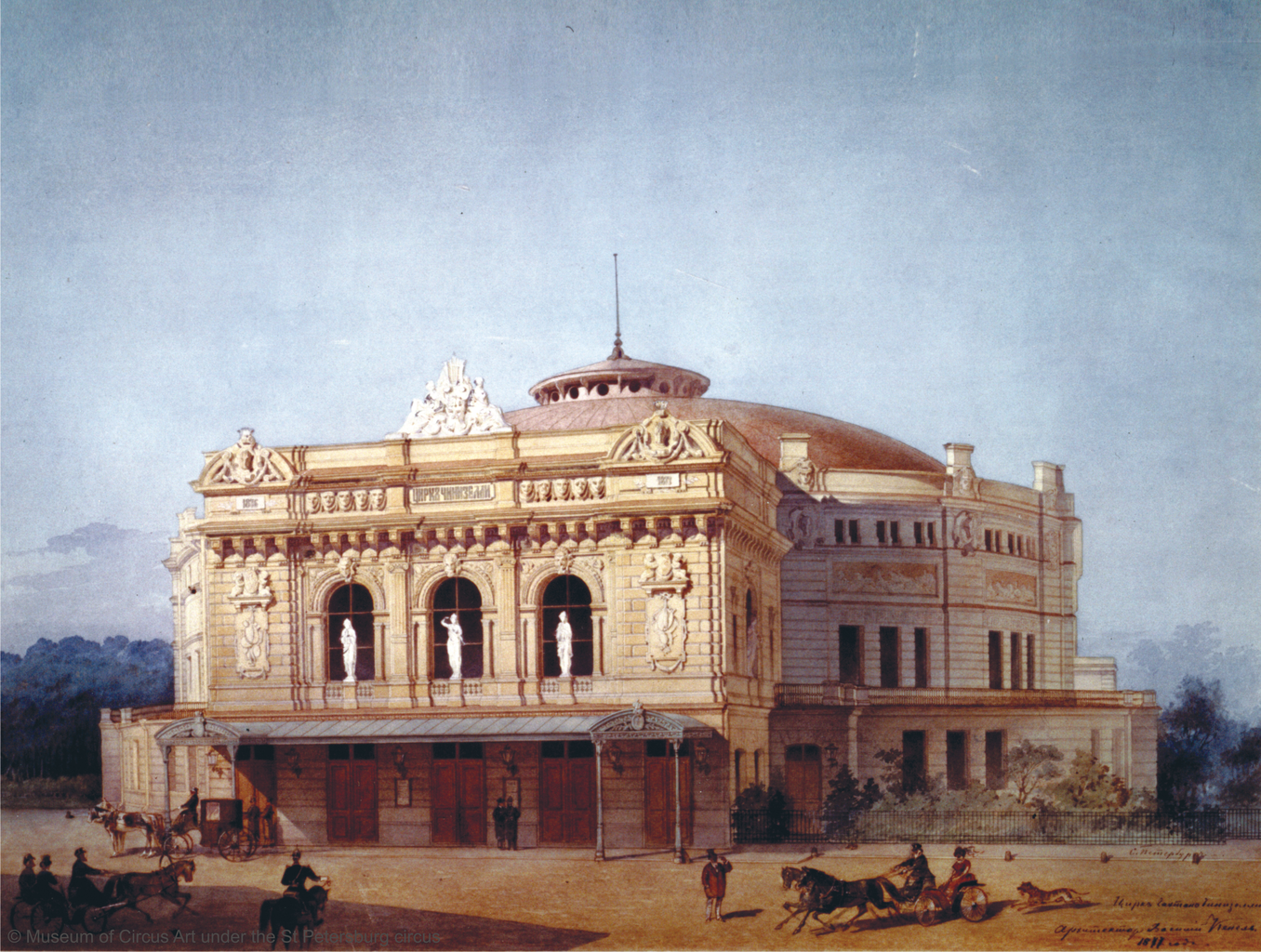
Цирк Чинизелли, 1877. Акварель.
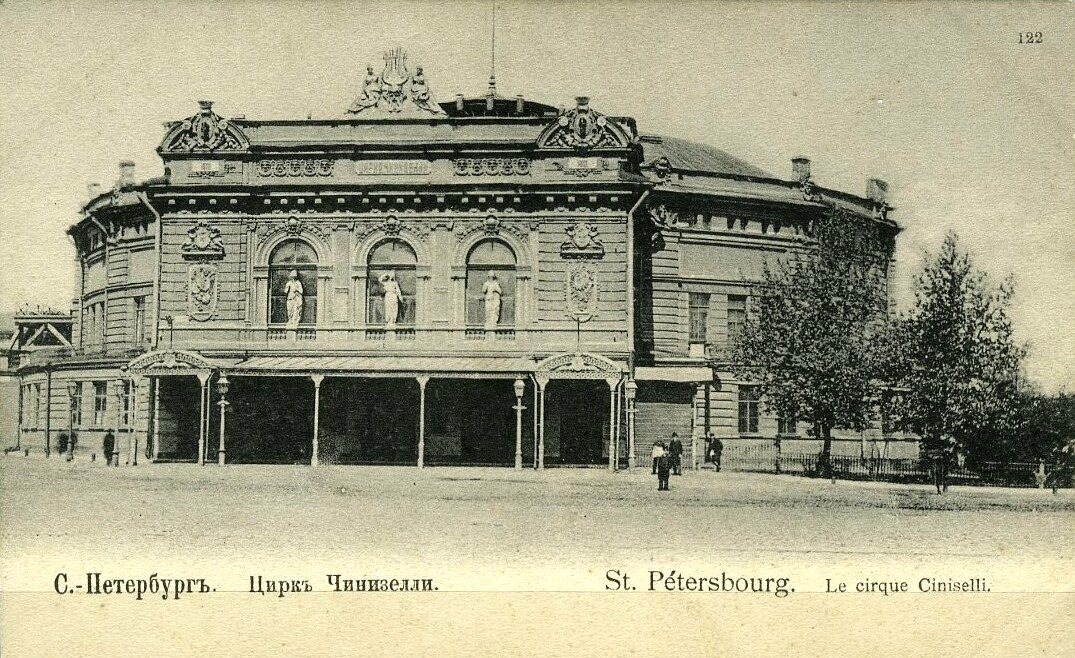
Цирк Чинизелли, 1890-е.
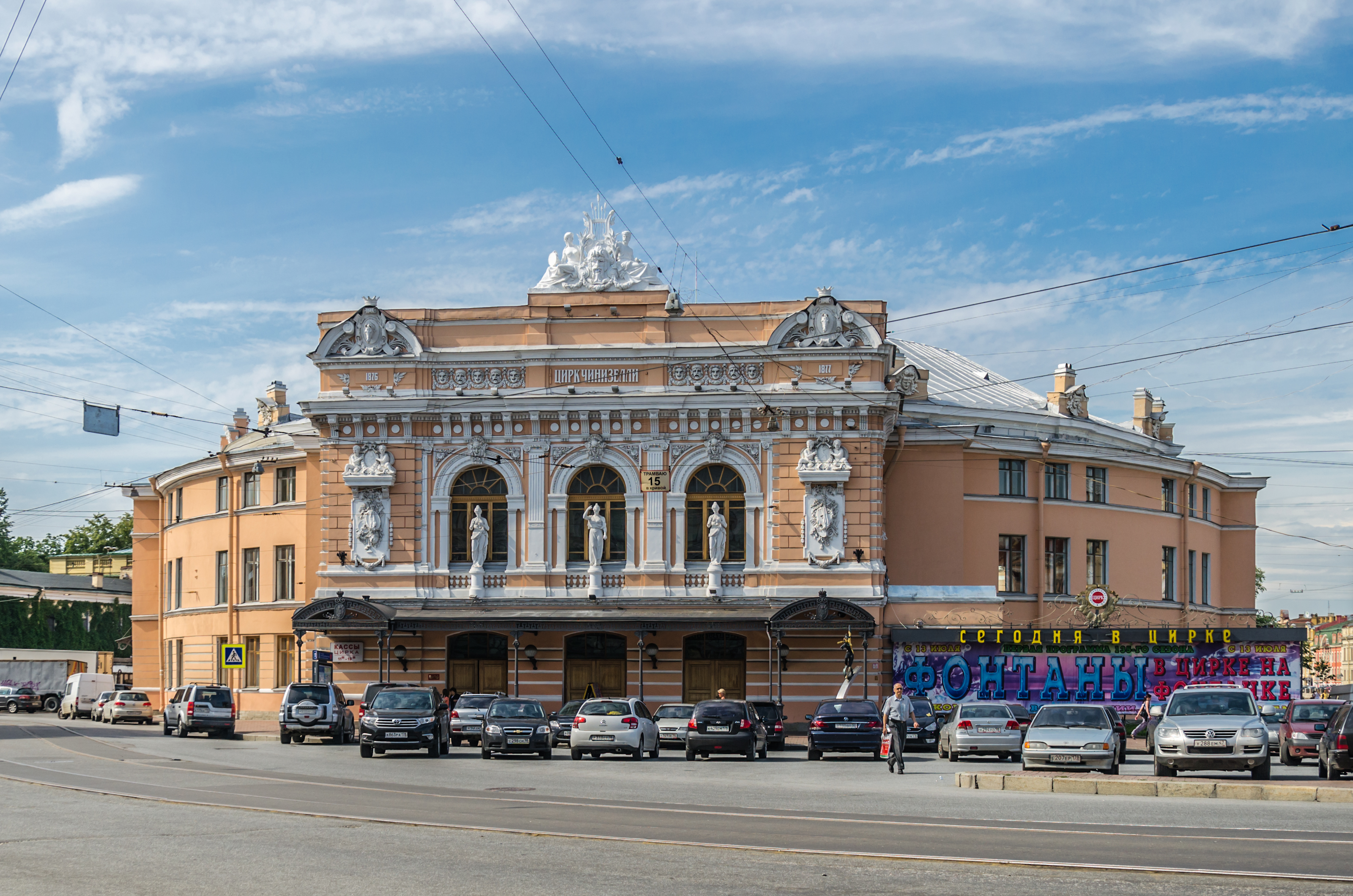
Здание Цирка на Фонтанке, 2012 год.
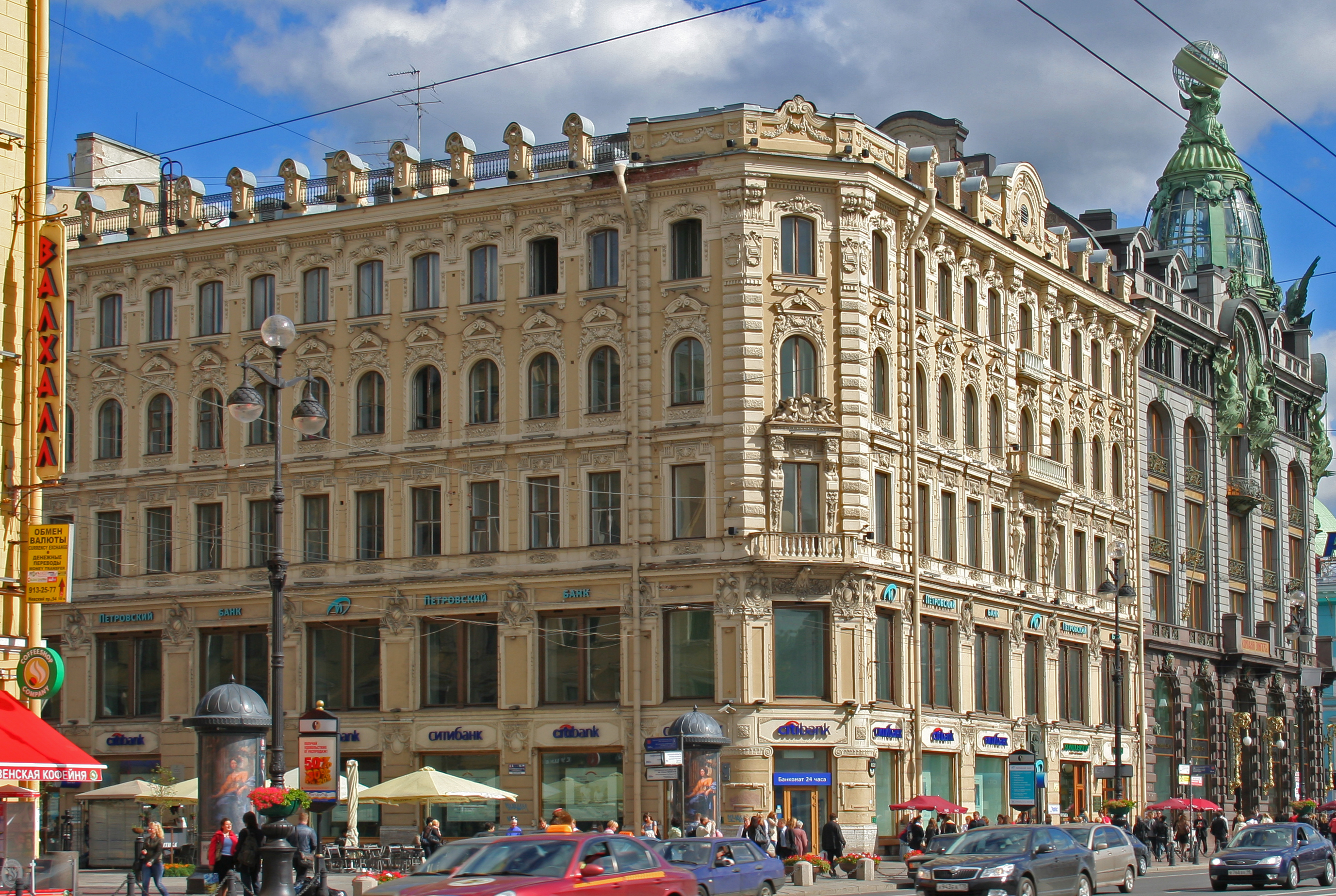
Невский пр., дом 26